# Harmeria scutulata
Harmeria scutulata är en mossdjursart som först beskrevs av Busk 1855.  Harmeria scutulata ingår i släktet Harmeria och familjen Cryptosulidae. Inga underarter finns listade i Catalogue of Life.